# Assemblée provinciale du Tanganyika
Bureau définitif
Kalemie
L'Assemblée provinciale du Tanganyika est l’organe délibérant et législatif de la province du Tanganyika, en République démocratique du Congo (RDC). Elle joue un rôle central dans l’administration de la province et le contrôle des institutions provinciales, conformément à la constitution et aux lois de la RDC.

## Historique

### Création
L’assemblée provinciale du Tanganyika a été créée à la suite de la réforme territoriale de 2015, qui a abouti au découpage de l’ancienne province du Katanga en quatre nouvelles provinces. Tanganyika est ainsi devenu une entité administrative autonome avec sa propre assemblée. Cette institution a pour mission de représenter les intérêts des habitants de la province dans un cadre démocratique.

### Siège
Le siège de l'assemblée provinciale du Tanganyika se trouve dans la ville de Kalemie, chef-lieu de la province. Le bâtiment de l’assemblée, situé dans le quartier administratif, est un symbole de la gouvernance provinciale. Il accueille les plénières, les réunions des commissions et les activités officielles des élus provinciaux.

## Corps et structure
L'assemblée provinciale est structurée autour de trois composantes principales : ses membres, son bureau et ses commissions permanentes.

### Membres
L’assemblée provinciale est composée de députés provinciaux élus au suffrage universel direct pour un mandat de cinq ans. Ces députés représentent les différentes circonscriptions électorales de la province et assurent le lien entre les citoyens et les institutions provinciales.

### Bureau de l'assemblée
Le bureau de l’assemblée provinciale est l’organe dirigeant chargé de coordonner les activités de l’institution. Il est généralement composé d’un président, d’un vice-président, d’un rapporteur et, dans certains cas, d’un rapporteur adjoint. Ces responsables sont élus parmi les députés provinciaux et veillent à la bonne organisation des sessions plénières, au respect du règlement intérieur et à la coordination des travaux des commissions,,.

### Commissions permanentes
L'assemblée provinciale du Tanganyika dispose de plusieurs commissions permanentes spécialisées. Ces commissions sont chargées d’examiner les projets de lois, d’assurer le contrôle parlementaire et de suivre les politiques publiques dans divers domaines tels que :
- Les finances et le budget ;
- L’économie et le développement ;
- La santé et l’éducation ;
- Les infrastructures et les ressources naturelles[6].

## Rôles et missions
L’assemblée provinciale du Tanganyika remplit plusieurs fonctions clés, notamment :
- Législation : voter les édits provinciaux qui encadrent la gestion de la province ;
- Contrôle : superviser les actions du gouvernement provincial et des services publics[7] ;
- Représentation : défendre les intérêts des citoyens auprès des institutions publiques ;
- Budget : adopter et contrôler l’exécution du budget provincial[8].

En tant qu’institution démocratique, elle agit également comme un espace de dialogue entre les différentes composantes sociales et politiques de la province.

## Défis et enjeux
L’assemblée provinciale du Tanganyika fait face à plusieurs défis, parmi lesquels :
- Insuffisance des ressources financières : un budget souvent limité pour financer ses activités et les projets de développement provincial ;
- Formation des élus : le besoin d’un renforcement des capacités des députés pour mieux assumer leurs rôles législatifs et de contrôle ;
- Problèmes d’infrastructures : des infrastructures parfois inadéquates pour garantir un fonctionnement optimal ;
- Tensions politiques : la gestion des conflits entre les élus et le gouvernement provincial[9].

Malgré ces défis, l’Assemblée provinciale reste un acteur clé de la consolidation de la démocratie et du développement au Tanganyika. Elle continue de chercher des solutions aux enjeux qui freinent l’épanouissement de la province.